# Rolando Stefanelli
Rolando Stefanelli (1959 – 4 marzo 2025) è stato un regista e sceneggiatore italiano.

## Biografia
Nel 1997 con la regia del cortometraggio La matta dei fiori si aggiudicò il David di Donatello per il miglior cortometraggio e il Premio Speciale della Giuria al Festival di Clermont-Ferrand.
Nel 1999 esordì alla regia di un lungometraggio con Il prezzo, di cui era anche sceneggiatore- La pellicola gli valse una candidatura al David di Donatello per il miglior regista esordiente.

## Filmografia

### Regista
- La befana - cortometraggio (1995)
- La matta dei fiori - cortometraggio (1997)
- Il prezzo (1999)
- La cavia - cortometraggio (2021)

### Sceneggiatore
- La befana, regia di Rolando Stefanelli - cortometraggio (1995)
- La matta dei fiori, regia di Rolando Stefanelli - cortometraggio (1997)
- Il prezzo, regia di Rolando Stefanelli (1999)
- Ossidiana, regia di Silvana Maja (2007)
- La cavia, regia di Rolando Stefanelli - cortometraggio (2021)

## Riconoscimenti
- Bellaria Film Festival
  - 1997: Gabbiano d'oro – La matta dei fiori

- David di Donatello
  - 1998: miglior cortometraggio – La matta dei fiori
  - 2001: Candidatura al miglior regista esordiente – Il prezzo

- Festival international du court métrage de Clermont-Ferrand
  - 1998: Premio Speciale della Giuria – La matta dei fiori

- Buenos Aires International Festival of Independent Cinema
  - 2001: Candidatura al miglior film – Il prezzo